# Miconchus thornei
Miconchus thornei is een rondwormensoort uit de familie van de Mononchidae. De wetenschappelijke naam van de soort is voor het eerst geldig gepubliceerd in 1967 door Mulvey & Jensen.